# Musikåret 1975

## Händelser
- 1 januari – Ingmar Bergmans uppsättning av Mozarts opera Trollflöjten med Håkan Hagegård som "Papageno" sänds i TV [1].
- 24 januari – Jazzpianisten Keith Jarrett spelar soloimprovisationen 'Kölnkonserten' på Kölns opera, vilken spelas in live och blir tidernas bäst säljande pianoinspelning.[2]
- 15 februari – Lasse Berghagens låt "Jennie, Jennie" vinner den svenska uttagningen till Eurovision Song Contest i TV-huset i Göteborg [3].
- 22 mars – Teach-Ins låt "Ding dinge-dong" vinner Eurovision Song Contest i Stockholm för Nederländerna [4].
- 3 april – Kraftwerk gör sin första spelning i USA, i Rochester. Turnén är en uppföljning av succén med singeln Autobahn från året innan. Det är under detta år som bandet får sitt stora internationella genombrott. I USA ska de ha spelat minst femtio konserter under tre månader.
- 1 september – Kraftwerk gör sin första konsert i Storbritannien, på Festival Hall i London. De gör sjutton spelningar detta år i Storbritannien.
- 14 november – Sverigetopplistan startas.[5]
- 25 december – Hårdrocksgruppen Iron Maiden bildas.
- okänt datum – Peter Gabriel lämnar Genesis.
- okänt datum – Den sista skivinspelningen för Cupol görs.[6]

## Priser och utmärkelser
- Atterbergpriset – Dag Wirén
- Hugo Alfvénpriset – Jan Carlstedt
- Jan Johansson-stipendiet – Åke Johansson
- Jazz i Sverige – Iskra
- Jenny Lind-stipendiet – Ann-Christin Löwgren
- Jussi Björlingstipendiet – Busk Margit Jonsson
- Medaljen för tonkonstens främjande – Ingalill Linden och Gunnar Mossberg
- Norrbymedaljen – Eric Ericson
- Spelmannen – Hilding Rosenberg

## Årets album
Vänligen sortera soloartister på efternamn, musikgrupper på förstabokstaven (utan engelskans "The" och "A")

### A – G
- Abba – Abba [7]
- Abba – Greatest Hits [7]
- AC/DC – High Voltage, första utgåvan.
- AC/DC – T.N.T.
- Aerosmith – Toys in the Attic
- Alice Cooper – Welcome to My Nightmare
- Azymuth - Azimuth
- Bachman-Turner Overdrive – Four Wheel Drive
- Bad Company – Straight Shooter
- The Band – Northern Lights-Southern Cross
- Black Sabbath – Sabotage
- Bob Marley and the Wailers – Live!
- David Bowie – Young Americans
- James Brown – Everybody's Doin' the Hustle
- James Brown – Hot
- James Brown – Sex Machine Today
- Chicago – Chicago VIII
- Eric Clapton – There's One in Every Crowd
- Deep Purple – Come Taste the Band
- Dr. Feelgood – Down by the Jetty
- Bob Dylan – The Basement Tapes
- Bob Dylan – Blood on the Tracks
- Eagles – One of These Nights
- Earth, Wind & Fire – That's the Way of the World
- Brian Eno – Another Green World
- John Fogerty – John Fogerty
- Art Garfunkel – Breakaway

### H – R
- Hoola Bandoola Band – Fri information
- Ian Hunter – Ian Hunter
- Michael Jackson – Forever, Michael
- Keith Jarrett – Backhand
- Keith Jarrett – Death and the Flower
- Keith Jarrett – El Juicio (The Judgement)
- Keith Jarrett – The Köln Concert
- Keith Jarrett – Luminessence
- Jefferson Starship – Red Octopus
- Jethro Tull – Minstrel in the Gallery
- Elton John – Captain Fantastic and the Brown Dirt Cowboy
- Elton John – Rock of the Westies
- KC & the Sunshine Band – KC & the Sunshine Band
- Kebnekaise – Kebnekaise III
- Carole King – Really Rosie
- Carole King – Throughbred
- Kiss – Alive!
- Kiss – Dressed to Kill
- Kool and the Gang – Spirit of the Boogie
- Kraftwerk – Radioaktivität
- Led Zeppelin – Physical Graffiti
- John Lennon – Rock'N'Roll
- Anita Lindblom – Jul med tradition
- Lill Lindfors – Fritt fram
- Little Feat – The Last Record Album
- Lillemor Lind – Så draga vi upp till Dalom igen
- Ulf Lundell – Vargmåne (debut)
- Ohio Players – Honey
- The O'Jays – Survival
- Ola Magnell – Nya perspektiv
- Paul McCartney & The Wings – Venus and Mars
- Nazareth – Hair of the Dog
- Willie Nelson – Red Headed Stranger
- Norrbottens Järn – Drömmarnas värld
- Parliament – Chocolate City
- Tom Paxton – Something in My Life
- Peps Blodsband – Hög standard
- Pink Floyd – Wish You Were Here
- Queen – A Night at the Opera
- Lou Reed – Metal Machine Music
- Roxy Music – Siren
- Rainbow - Ritchie Blackmore's Rainbow
- Rush – Caress of Steel
- Rush – Fly by Night

### S – Ö
- Neil Sedaka – The Hungry Years
- Neil Sedaka – Overnight Success
- Paul Simon – Still Crazy After All These Years
- Patti Smith – Horses
- Sparks – Indiscreet
- Bruce Springsteen – Born to Run
- Status Quo – On the Level
- Steely Dan – Katy Liad
- Sweet – Strung Up
- Rod Stewart – Atlantic Crossing
- Stephen Stills – Stephen Stills Live
- Sven-Bertil Taube – Caballero! Visor och ballader av Evert Taube
- James Taylor – Gorilla
- Monica Törnell – Don't Give a Damn
- Magnus Uggla – Om Bobbo Viking
- Uriah Heep – Return to Fantasy
- Tom Waits – Nighthawks at the Diner
- War – Why Can't We Be Friends?
- Barry White – Just Another Way to Say I Love You
- The Who – The Who by Numbers
- Neil Young – Tonight's the Night
- Neil Young – Zuma
- Frank Zappa – One Size Fits All
- ZZ Top – Fandango!

## Årets singlar & hitlåtar
Vänligen sortera soloartister på efternamn, musikgrupper på förstabokstaven (utan engelskans "The" och "A")
- 10cc – I'm Not in Love
- 10cc – Life is a Minestorone
- Abba – Bang a Boomerang (Bang en boomerang) [7]
- Abba – I Do, I Do, I Do, I Do, I Do [7]
- Abba – Mamma Mia [7]
- Abba – SOS [7]
- AC/DC – T.N.T
- Ace – How Long
- Aerosmith – Sweet Emotion
- Aerosmith – Walk This Way
- Afric Simone – Ramaya
- America – Sister Golden Hair
- The Average White Band – Pick Up the Pieces
- The Average White Band – Cut the Cake
- Bachman-Turner Overdrive – Hey You
- Pierre Bachelet – Emmanuelle
- David Bowie – Fame
- David Bowie – Young Americans
- George Baker Selection – Paloma Blanca
- Bay City Rollers – Bye Bye Baby
- Bee Gees – Jive Talkin'
- Bee Gees – Nights on Broadway
- B.T. Express – Express
- Glen Campbell – Rhinestone Cowboy
- Captain & Tennille – Love will Keep Us Together
- Chicago – Harry Truman
- Chicago – Old Days
- Dawn – He Don't Love You
- Earth, Wind & Fire – Shining Star
- Eagles – Lyin' Eyes
- Eagles – One of These Nights
- The Four Seasons – December, 1963 (Oh, What a Night)
- Gloria Gaynor – Never Can Say Goodbye
- Grand Funk Railroad – Bad Time
- Grand Funk Railroad – Some Kind of Wonderful
- Hamilton, Joe Frank & Reynolds – Fallin' in Love
- Isley Brothers – Fight the Power
- Jefferson Starship – Miracles
- Jimmy Castor Bunch – Bertha Butt Boogie
- Elton John – Island Girl
- Elton John – Philadelphia Freedom
- Elton John – Someone Saved My Life
- Kool and the Gang – Spirit of the Boogie
- John Lennon – Stand by Me
- Lulu – The Man with the Golden Gun
- Kamahl – The Elephant Song
- KC & the Sunshine Band – Get Down Tonight
- KC & the Sunshine Band – That's the Way (I Like It)
- Kool & the Gang – Spirit of the Boogie
- Van McCoy – Hustle
- Herbie Man – Hijack
- Johny Nash – Tears on my Pillow
- Paul McCartney & Wings – Lettin' Go
- Paul McCartney & Wings – Listen to What the Man Said
- Michael Murphey – Wild Fire
- Orleans – Dance with Me
- Ozark Mountain Dare Devills – Jackie Blue
- Dolly Parton – We Used To
- People's Choice – Do It Anyway You Wanna
- Philly Devotions – I Just Can't Say Goodbye
- Queen – Bohemian Rhapsody
- Mats Rådberg – Den vita duvan
- Paul Simon – Fifty Ways to Leave Your Lover
- Simon & Garfunkel – My Little Town
- Rod Stewart – Sailing
- Sugarloaf – Don't Call Us, We'll Call You
- Roxy Music – Love Is the Drug
- Billie Jo Spears – Blanket on the Ground
- Staple Singers – Let's Do It Again
- Svenne & Lotta – Bang en boomerang
- Sweet – Fox on the Run
- Sweet – Action
- Tavares – It Only Takes A Minute
- James Taylor – How Sweet It Is (To Be Loved By You)
- B.J. Thomas – Another Somebody Done Somebody Wrong Song
- Tramps – Hold Back the Night
- Typically Tropical – Barbados
- ZZ Top – Tush

## Sverigetopplistan1975
| Datum                  | Låttitel      | Artist/grupp           | Bakgrund      |
| ---------------------- | ------------- | ---------------------- | ------------- |
| 14 november 1975 (10v) | Paloma Blanca | George Baker Selection | Nederländerna |

## Födda
- 1 januari – Markoolio, eg. Marko Kristian Lehtosalo, finlandssvensk artist, rapmusiker och skådespelare.
- 3 januari – Thomas Bangalter, fransk musiker, medlem i Daft Punk.
- 8 januari – Sean Paul, jamaicansk musiker.
- 21 januari – Hanna Hedlund, svensk sångare.
- 20 februari – Brian Littrell, amerikansk musiker, medlem i Backstreet Boys.
- 26 februari – Ky-Mani Marley, jamaicansk reggaemusiker och skådespelare, son till Bob Marley.
- 9 mars – Lisa Miskovsky, svensk sångare.
- 15 mars – Will.i.am, eg. William James Adams Jr, amerikansk musiker, medlem i Black Eyed Peas.
- 27 mars – Stacy Ferguson, amerikansk skådespelare och musiker, medlem i Black Eyed Peas.
- 9 april – Bertine Zetlitz, norsk popartist.
- 23 april – Jón Þór Birgisson, isländsk musiker, gitarrist och sångare i Sigur Rós.
- 26 april – Joey Jordison, amerikansk musiker, trummis i Slipknot.
- 7 maj – Gunhild Carling, svensk jazzmusiker och multiinstrumentalist.
- 8 maj – Enrique Iglesias, spansk sångare.
- 18 maj – Princessa, spansk sångarea.
- 21 maj – Marit Bergman, svensk sångare.
- 25 maj – Lauryn Hill, amerikansk sångare.
- 2 juli – Erik Ohlsson, svensk designer och musiker, gitarrist i Millencolin.
- 9 juli – Jack White, amerikansk musiker.
- 14 juli – Taboo, eg. Jaime Luis Gomez, amerikansk musiker, medlem i Black Eyed Peas.
- 25 juli – Fredrik Kronkvist, svensk jazzmusiker (saxofon).
- 25 juli – Mortiis, eg. Håvard Ellefsen, norsk musiker.
- 26 september – Emma Härdelin, svensk folkmusiker, spelar fiol och sjunger i Garmarna.
- 9 oktober – Anders Göthberg, svensk musiker, gitarrist i Broder Daniel.
- 9 oktober – Sean Lennon, amerikansk musiker.
- 20 oktober – Jenny Wilson, svensk sångare, musiker och illustratör.
- 14 november – Travis Barker, amerikansk trummis, +44
- 19 november – Lars Winnerbäck, svensk musiker.
- 13 december – Tom DeLonge, rocksångare/gitarrist, Blink-182.

## Avlidna
- 12 januari – Siv Pettersson, 19, svensk sångare.
- 1 mars – Björn Forsell, 59, svensk skådespelare och operasångare.
- 10 mars – Aase Ziegler, 68, dansk skådespelare och sångare.
- 27 mars – Arthur Bliss, 83, engelsk tonsättare och dirigent.
- 12 april – Joséphine Baker, 68, amerikansk-fransk dansare, sångare och komedienne.
- 18 maj – Leroy Anderson, 66, amerikansk kompositör.
- 29 juni – Tim Buckley, 28, amerikansk musiker.
- 18 juli – Åke Ohberg, 69, svensk skådespelare, regissör, producent och sångare.
- 8 augusti – Cannonball Adderley, 46, amerikansk jazzsaxofonist (altsax).
- 9 augusti – Dmitrij Sjostakovitj, 68, rysk-sovjetisk tonsättare.
- 20 september – Vincent Lopez, 80, amerikansk pianist och orkesterledare.
- 23 september – Ragge Läth, 71, svensk jazzmusiker och kapellmästare.[8]
- 25 september – Sten Hedlund, 72, svensk skådespelare och sångare.
- 5 december – Gösta Hådell, 72, svensk kompositör, musikdirektör och musiker.

### Fotnoter
1. ↑  100 år med Aftonbladet – 1975, 1999
2. ↑  ”Keith Jarrett – Biography”. All About Jazz. Arkiverad från originalet den 18 mars 2011. https://web.archive.org/web/20110318092416/http://www.allaboutjazz.com/php/musician.php?id=7984. Läst 9 april 2011.
3. ↑  Poplight – Melodifestivalen.
4. ↑  Poplight – Eurovision Song Contest Arkiverad 2 februari 2017 hämtat från the Wayback Machine..
5. ↑  ”Försäljning av strömmad musik inkluderas i listan”. Sverigetopplistan. 29 oktober 2010. Arkiverad från originalet den 21 maj 2013. https://web.archive.org/web/20130521232120/http://www.sverigetopplistan.se/index.html. Läst 4 juni 2011.
6. ↑  ”78:or & film”. http://78-varv.atspace.cc/cupol.htm.
7. 1 2 3 4 5 6  ”ABBA Annual 1975”. Arkiverad från originalet den 23 maj 2013. https://web.archive.org/web/20130523011927/http://www.abbaannual.com/1975.htm. Läst 5 januari 2011.
8. ↑  Dödsannons i Dagens Nyheter 26 september 1975 sid.48